# Wiktor Kuzniecow (ur. 1933)
Wiktor Kuzniecow, ros. Виктор Кузнецов (ur. 1933) – radziecki żużlowiec.
Srebrny medalista indywidualnych mistrzostw świata na lodzie (1966). Dwukrotny medalista indywidualnych mistrzostw Związku Radzieckiego: złoty (1965) oraz srebrny (1963).
Czterokrotny finalista indywidualnych mistrzostw Związku Radzieckiego na torze klasycznym: 1959 – V miejsce, 1960 – IV miejsce, 1961 – IX miejsce, 1962 – XIV miejsce). Brązowy medalista drużynowych mistrzostw Związku Radzieckiego (1963 – w barwach klubu Syrena Moskwa).